# Jeff Strasser
Jeff Strasser (* 5. Oktober 1974 in Luxemburg) ist ein luxemburgischer Fußballtrainer und ehemaliger -spieler. Als Spieler war er in den höchsten Ligen in Frankreich, Deutschland, der Schweiz und Luxemburg aktiv und war 98-maliger luxemburgischer Nationalspieler. Seit August 2025 ist der Cheftrainer der A-Nationalmannschaft Luxemburgs.

## Karriere

### Verein
Der Innenverteidiger begann seine Karriere  bei der US Bad Mondorf und ging weiter zu Union Luxemburg, für die er von 1981 bis 1988 spielte, bevor er zum FC Metz nach Frankreich wechselte. Zuerst von den Eltern immer zum Training gebracht, zog er mit 15 Jahren in das Fußballinternat des französischen Fußballvereins. Über die Reservemannschaft fand Strasser dann 1993 den Weg in den Profikader des FC Metz. Dort etablierte er sich in den Jahren darauf. 1996 gewann er mit der Mannschaft den Ligapokal, als man sich mit 5:4 im Elfmeterschießen gegen Olympique Lyon durchsetzte. Zwei Jahre später erreichte Strasser mit der Mannschaft die Vizemeisterschaft.
1999 kam es dann schließlich zum Wechsel nach Deutschland. Strasser unterzeichnete einen Vertrag beim 1. FC Kaiserslautern und spielte dort bis 2002. Sein Debüt gab er am 12. September 1999, dem 4. Spieltag, bei einer 0:5-Niederlage des FCK gegen Werder Bremen. In den kommenden Wochen erarbeitete er sich einen Stammplatz. Nachdem in Kaiserslautern der sportliche Erfolg mehr und mehr in den Hintergrund gerückt waren und andere Probleme den Verein beschäftigten, entschied sich der Verteidiger zu einem Wechsel zum Ligakonkurrenten Borussia Mönchengladbach. Am 12. August 2006 löste die Borussia den Vertrag mit Strasser vorzeitig auf.
Elf Tage später unterschrieb der Abwehrspieler einen Vertrag beim französischen Zweitligisten Racing Straßburg. Mit Racing stieg er am Saisonende in die erste französische Liga auf. Im Juli 2007 wechselte Strasser zu seinem früheren Verein FC Metz. Dort blieb er bis zum Ende der Saison 2008/09. Sein Vertrag in Metz wurde nicht verlängert und Strasser wechselte im Juli 2009 nach Luxemburg zum CS Fola Esch. Dort unterschrieb er einen Vertrag über zwei Jahre mit dem Zusatz, jederzeit bei einem besseren Angebot aus seinem Vertrag aussteigen zu können. In der Sommerpause 2009 ging Strasser ablösefrei zum Schweizer Rekordmeister Grasshopper Club Zürich. Im Sommer 2010 kehrte er zum CS Fola Esch zurück. Dort beendete er im April 2012 seine aktive Karriere.

### Nationalmannschaft
Strasser ist 98-maliger luxemburgischer Nationalspieler. Für die Qualifikation zu einem großen Turnier reichte es während seiner Karriere nicht. Beim historischen Sieg der Luxemburger in der WM-Qualifikation zur Weltmeisterschaft in Südafrika gewann Strassers Team mit 2:1 gegen die Schweiz. Als Mannschaftskapitän steuerte er den 1:0-Führungstreffer bei und bereitete den 2:1-Siegtreffer durch Alphonse Leweck vor.
Seit dem 28. März 2009 war Rekordnationalspieler Luxemburgs, bis er im Jahr 2019 von Mario Mutsch abgelöst wurde. Mit seinem 89. Länderspiel löste er Carlo Weis als Rekordhalter ab. Nachdem er am 12. Oktober 1993 bei der 1:3-Heimniederlage gegen Griechenland sein Länderspieldebüt gegeben hatte, absolvierte er auf den Tag genau 17 Jahre später am 12. Oktober 2010 sein 98. und letztes Länderspiel für Luxemburg (0:2-Niederlage gegen Frankreich).

## Trainerkarriere
Ab dem 2. November 2010 war Strasser parallel zu seiner Spielerkarriere auch Trainer beim CS Fola Esch, ab Dezember 2010 gemeinsam mit dem Franzosen Cyril Serredszum. Zuvor war im selben Jahr bereits kurzzeitig als Jugendtrainer im Verein tätig gewesen. Nach Ende seiner aktiven Laufbahn im April 2012 war Strasser gemeinsam mit Serredszum Cheftrainer beim CS Fola Esch. 2013 und 2015 gewann das Trainergespann den luxemburgischen Meistertitel. Sein Vertrag bei Fola Esch lief bis 2018.
Strasser absolvierte an der Hennes-Weisweiler-Akademie in Hennef den Fußball-Lehrer-Lehrgang und erhielt am 9. März 2016 die Fußball-Lehrer-Lizenz.
Am 27. September 2017 wurde er als neuer Cheftrainer seines ehemaligen Vereins 1. FC Kaiserslautern vorgestellt. Strasser übernahm die Mannschaft auf dem letzten Tabellenplatz in der Zweiten Bundesliga. Sein Vertrag war bis 30. Juni 2019 datiert. Am 24. Januar 2018, in der Halbzeitpause des Zweitligaspiels bei Darmstadt 98, klagte Strasser über Unwohlsein und wurde in ein Krankenhaus gebracht. Die Begegnung wurde abgebrochen. Diagnostiziert wurden vorübergehende Herzrhythmusstörungen in Zusammenhang mit einer verschleppten Grippe. Da Strasser die Funktion des Cheftrainers wegen einer ärztlich verordneten Pause nicht ausüben konnte, wurde er am 1. Februar 2018 durch Michael Frontzeck ersetzt. Zu diesem Zeitpunkt belegte die Mannschaft den letzten Tabellenplatz.
Im August 2018 kehrte Strasser als Trainer zu Fola Esch zurück. Am 19. Mai 2020 gab dann der Erstliga-Aufsteiger Swift Hesperingen, einer der weiteren Vereine des Mäzen Flavio Beccas, die Verpflichtung Strassers als Trainer zur kommenden Saison bekannt. Der Vertrag mit Swift Hesperingen wurde am 14. Oktober 2020 aufgelöst. Am 7. Juni 2021 gab dann Ligakonkurrent Jeunesse Esch die Verpflichtung des 46-jährigen zur Saison 2021/22 bekannt. Doch nach nur einer Spielzeit und einem enttäuschenden 8. Platz wurde der Vertrag in beiderseitigem Einvernehmen wieder aufgelöst und Strasser wechselte im Juni 2022 als Übungsleiter zum Ligarivalen FC Progrès Niederkorn. Mit dem Verein gewann er am 9. Mai 2024 die Coupe de Luxembourg, im Finale siegte man gegen den Ligarivalen Swift Hesperingen vor 3.808 Zuschauern im Stade de Luxembourg mit 4:2 nach Elfmeterschießen. Anfang März 2025 trennte man sich jedoch wieder in beiderseitigem Einvernehmen.
Am 19. August 2025 übernahm Strasser das Amt des Cheftrainers bei der A-Nationalmannschaft Luxemburgs.

## Erfolge
- als Spieler
  - Coupe de la Ligue mit FC Metz: 1996
  - Luxemburgs Sportler des Jahres: 1999, 2001

- als Trainer
  - Luxemburgischer Meister mit CS Fola Esch: 2013, 2015
  - Luxemburgischer Pokalsieger mit dem FC Progrès Niederkorn: 2024